# Hocine Achiou
Hocine Achiou (Algeri, 27 aprile 1979) è un ex calciatore algerino, di ruolo centrocampista.

## Carriera

### Club
Cresciuto nell'ES Ben Aknoun, si trasferì all'USM Alger con cui firmò il primo contratto da professionista e con cui partecipò alla Champions League africana nel 2003 e nel 2004, quando la squadra arrivò risdpettivamente alla semifinale ed ai quarti di finale.
Nell'estate del 2006 ha firmato un contratto di un anno con l'Aarau segnando al debutto contro il St. Gallen.
Nell'estate del 2007 lasciò l'Aarau per tornare all'USM Alger.

### Nazionale
Dopo aver debuttato il 25 gennaio 2003 contro l'Uganda, partecipò alla Coppa delle nazioni africane 2004 dove la sua Nazionale fu sconfitta nei quarti di finale dal Marocco.

## Palmarès
- Campionato algerino: 3

USM Alger: 2002, 2003, 2005
- Coppa d'Algeria: 3

USM Alger: 2001, 2003, 2004